# Caccialupi
Caccialupi è una frazione del comune italiano di Bientina, nella provincia di Pisa, in Toscana.

## Geografia fisica
La frazione di Caccialupi è situata in pianura, a 20 m di altitudine, nella porzione di territorio a nord di Buti compreso tra il canale emissario di Bientina – già canale del Cilecchio o canale Imperiale – e l'altura di Monte Cucco (142 m) del Monte Pisano, avendo come estremi la località La Ciona a sud e la località Tiglio a nord.
Questo territorio fu interessato da importanti lavori di bonifica tra il XVIII e il XIX secolo ed infatti qui era situato un lembo dell'antico approdo del lago di Sesto.
Gravitante sul centro di Cascine di Buti, anziché sul proprio capoluogo comunale, Caccialupi si trova poco a sud della frazione di Castelvecchio di Compito del comune di Capannori, e quindi al confine con la provincia di Lucca. Confina inoltre ad est con la frazione bientinese del Puntone, mentre dista circa 6 km da Bientina e poco più di 25 km da Pisa.

## Storia
Il territorio dove sorge Caccialupi era occupato sin dall'antichità dal lembo nord-occidentale del lago di Bientina, detto anche lago di Sesto, e qui era situato il principale approdo. Sono stati qui rinvenute tombe e resti etruschi riferibili al V-IV secolo a.C. (presso le località di Isola e Ponte del Tiglio).
Poco a nord dell'attuale centro, in direzione di Orentano, è documentato il toponimo Isola, che probabilmente si riferisce ad un'altura che in passato affiorava dal lago: nell'anno 841 alcuni monaci vi costruirono una chiesa intitolata a San Benedetto ed è ricordata la presenza di un castello, tuttavia distrutto già nel 1148.
Il centro abitato tuttavia si è venuto a sviluppare contemporaneamente alle opere di bonifica che hanno prosciugato il lago, prosciugamento completato nel 1859, lungo l'ex strada statale Sarzanese-Valdera al confine con la provincia di Lucca presso la località del Tiglio. Durante il periodo lorenese, al Tiglio era situata la dogana granducale di terza classe con due edifici, la dogana fiorentina a sud e la dogana lucchese a nord, che dopo il 1861 furono trasformati in abitazioni private.

## Monumenti e luoghi d'interesse
Presso la frazione di Caccialupi si trova l'oasi Bosco di Tanali, area naturale di circa 170 ettari che comprende l'alveo del prosciugato lago di Bientina e una zona boschiva con canneto posta in una cassa di colmata sul lato ovest dell'ex alveo. L'area è di particolare interesse per la varietà di ambienti umidi che vi sono racchiusi: un bosco igrofilo di notevole valore naturalistico, canali, aree allagate, prati umidi, cariceti, pagliereti, canneti.
L'intero bacino del Bientina è un'area segnalata dagli studi della Società Botanica Italiana come area di interesse botanico e vegetazionale. Inoltre, l'oasi Bosco di Tanali è stata la prima area naturale protetta di interesse locale (ANPIL) istituita dalla Regione Toscana.

## Infrastrutture e trasporti
La frazione è attraversata dalla ex strada statale 439 Sarzanese Valdera, nel tratto compreso tra Bientina e Altopascio.
Lungo la Via di Tiglio passa il Bus autolinee toscane